# Олешня, Сергей Николаевич
Серге́й Никола́евич Оле́шня (род. 30 января 1956, с. Кулешовка, Ростовская область, РСФСР, СССР) — советский и российский скульптор, академик Российской академии художеств (2011), председатель Южного отделения РАХ, заслуженный художник Российской Федерации (2017), профессор кафедры живописи, графики и скульптуры академии архитектуры и искусств Южного федерального университета.

## Биография
Окончил скульптурное отделение Пензенского художественного училища в 1978 году, впоследствии преподавал в нём 10 лет. С 1980 года член Союза художников СССР. Специализировался на станковых и монументальных работах, в бронзе, дереве, камне.
В 1999 г. окончил Ростовский государственный педагогический университет. Профессор кафедры Живописи, графики и скульптуры Южного федерального университета, преподаёт скульптуру на факультете изобразительного искусства с 2000 года, а также с 2010 года ведет мастерскую скульптуры.
Член Президиума Российской академии художеств. Председатель Южного отделения Российской академии художеств (2013 — н.в.).

## Семья
- Первая супруга (2010—2020) ─ Л. Г. Ушакова (1960—2020), живописец, академик РАХ
- Вторая супруга (2021 — н.в.) — Пузикова Наталья Анатольевна (род. 1976 г.), юрист, экономист.
- Дочь — Иллария (род. 1977 г.), художник
- Дочь — Евгения (род. 1982 г.), дизайнер
- Дочь — Мария (род. 1985 г.), дизайнер

## Основные произведения
- Памятник императрице Елизавете Петровне[4], работа 2007 года, памятник установлен в Ростове-на-Дону в Покровском сквере, перед Старо-Покровским храмом как основательнице города[5], за работу получена Золотая медаль Российской академии художеств;
- Cкульптурная композиция «Основатели крепости Св. Дм. Ростовского»[4], работа 2009 года, выполнена в стиле городской скульптуры[6], за работу получена медаль «Достойному» и благодарность Российской академии художеств;
- Cкульптурный портрет Святитетя Димитрия Ростовского[4];
- Скульптурная композиция «Григорий и Аксинья в лодке»;
- Памятник ростовскому водопроводу;
- Памятник Академику С. П. Королёву в Чебоксарах.
- Светомузыкальный фонтан Дружба (2019 г.) г. Ставрополь
- Памятник Георгию Победоносцу, установлен возле Храма Южного Военного округа г. Ростов-на-Дону (2021 г.)
- Скульптура Фельдфебель гренадерского полка 1850 г., установлена возле Штаба Южного Военного округа г. Ростов-на-Дону (2022 г.).
- Памятник Саманте Смит, установлен в МДЦ Артек п. Гурзуф, Крым (2023 г.)
- Мемориал, посвящённый 300-летию Прокуратуры России, установлен у здания Управления Генеральной прокуратуры Российской Федерации в Северо-Кавказском федеральном округе в Ессентуках (2022 г.)
- Скульптурная композиция «Высота Народной Памяти», установлена в Народном военно-историческом музейном комплексе Великой Отечественной войны «Самбекские высоты» (2020)[7].

Галерея
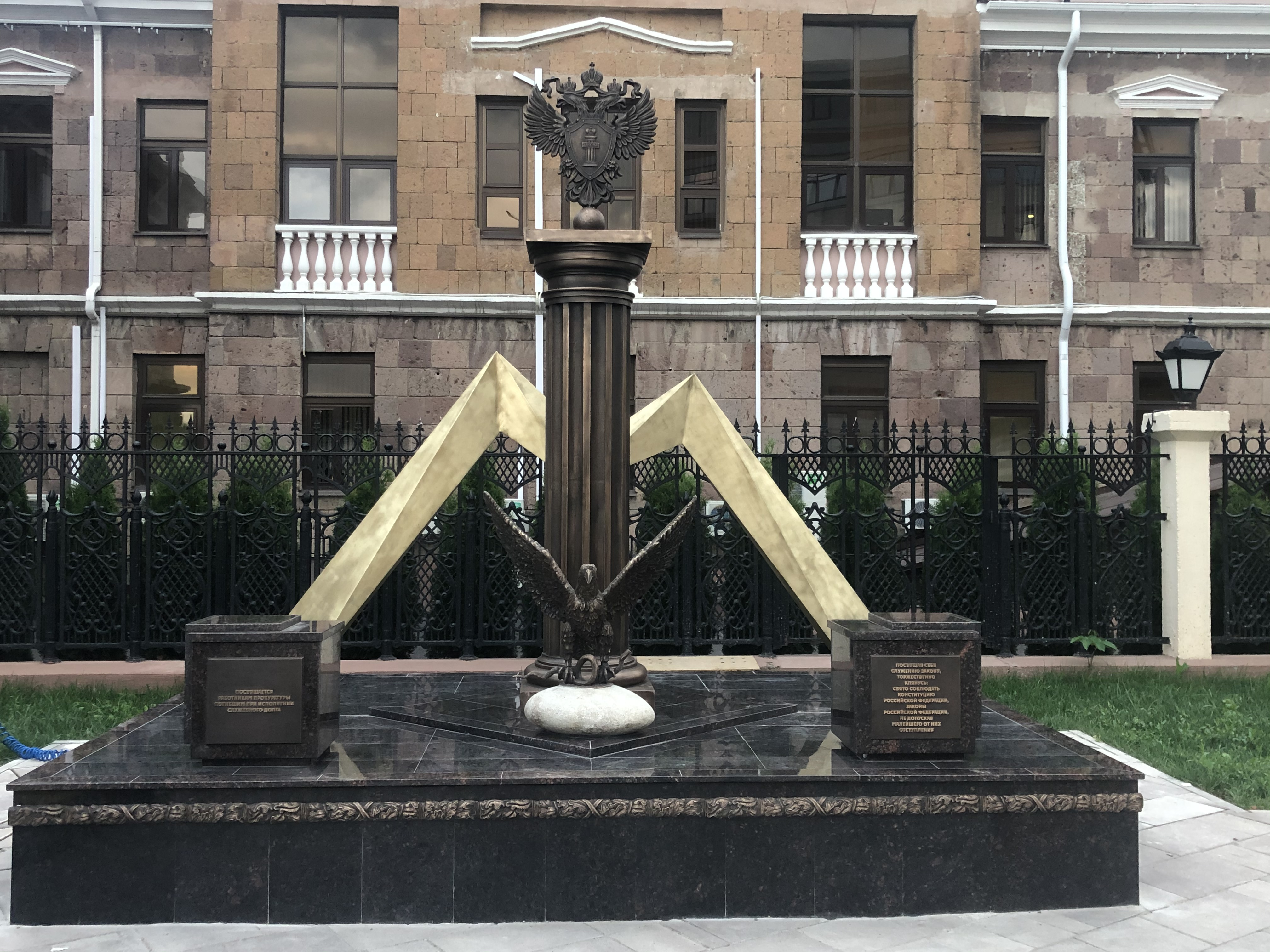
Мемориал, посвященный 300-летию Прокуратуры России, установлен в г. Ессентуки (2022 год)
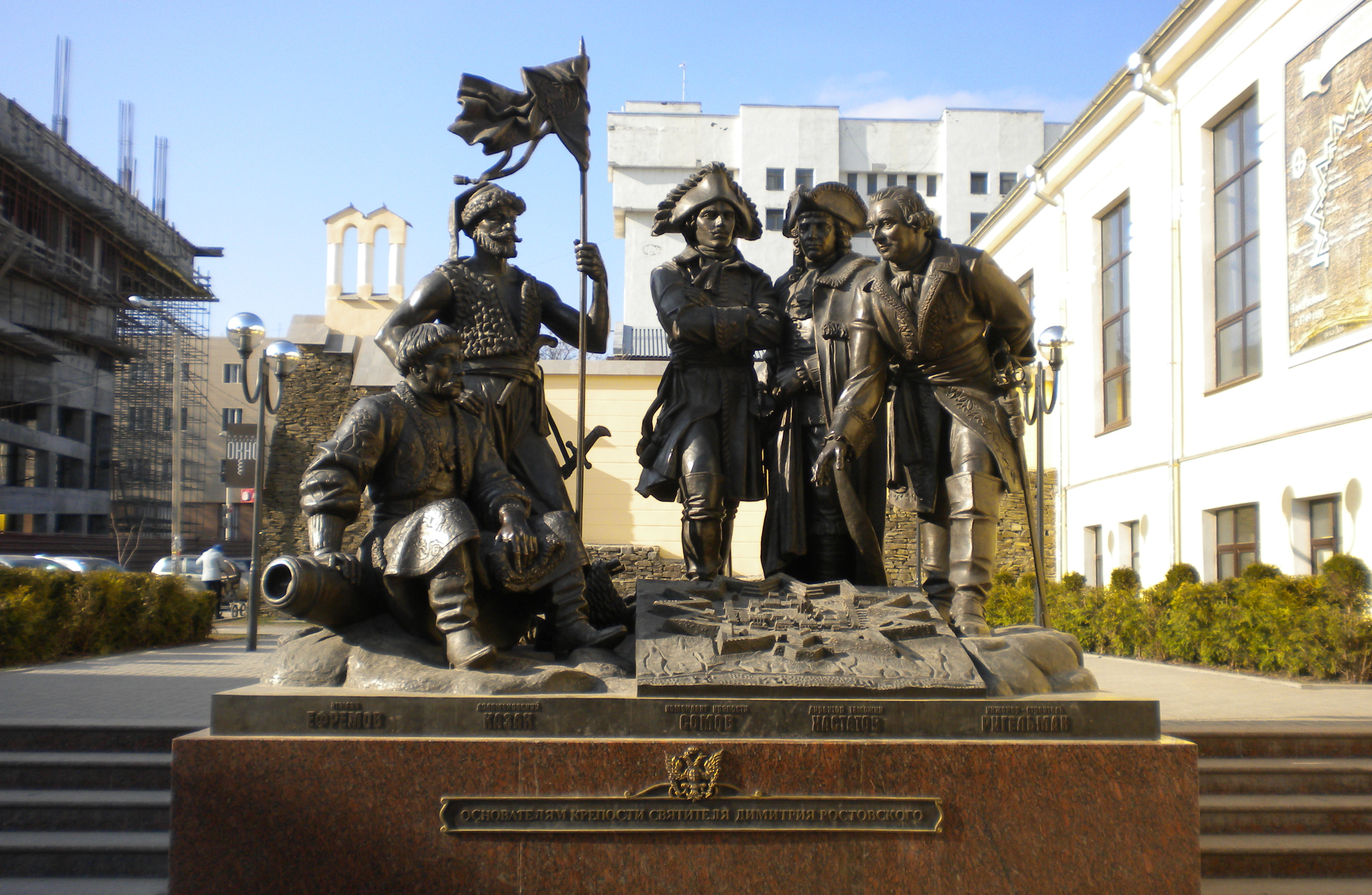
Основателям крепости Димитрия Ростовского (2009 год)
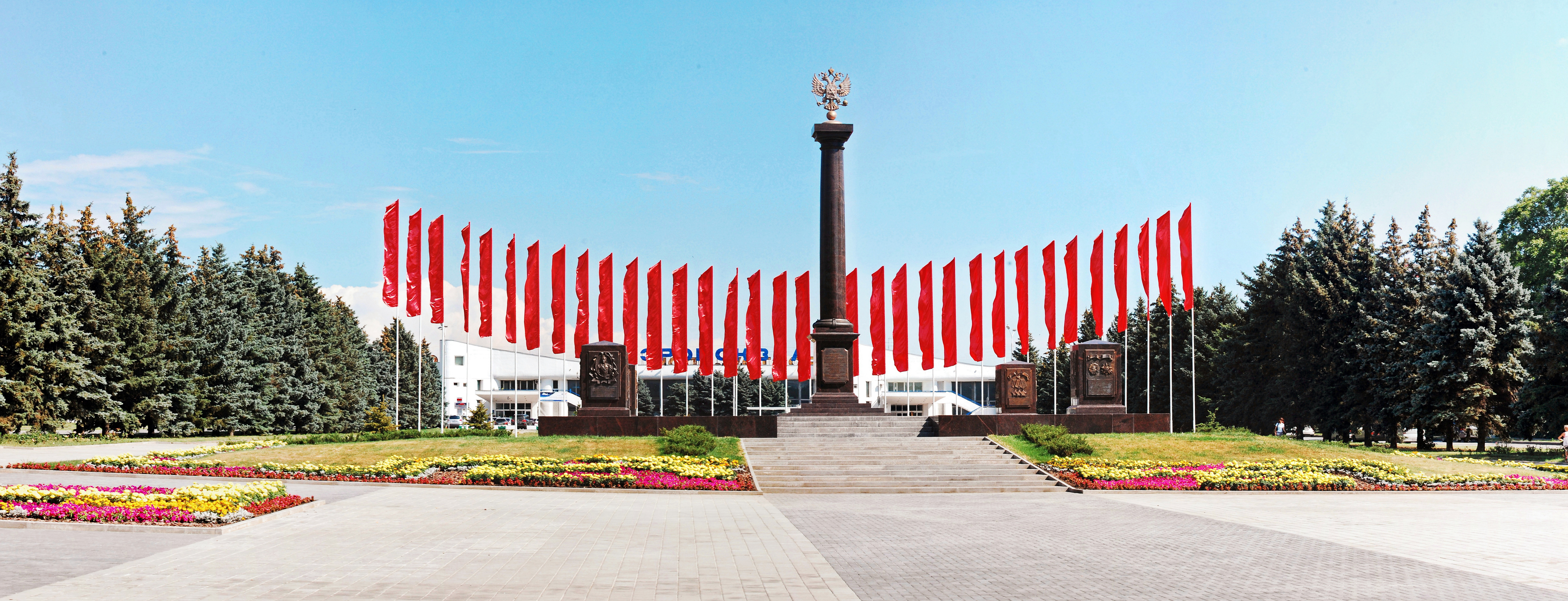
Стела «Город воинской славы» в Ростове-на-Дону (2010 год)